# Як тебе не любити, Києве мій! (вистава)
«Як тебе не любити, Києве мій! Вальси, пісні і вірші присвячені Києву» — вистава, поставлена на Камерній сцені імені Сергія Данченка Національного академічного драматичного театру імені Івана Франка.
У виставі під акомпанемент оркестру звучать 12 пісень і шість віршів (більшість з яких твори Ліни Костенко), присвячені Києву, у виконанні драматичних акторів.
Назву виставі дала пісня «Як тебе не любити, Києве мій!», яку в 1962 написав композитор Ігоря Шамо на слова поета Дмитра Луценка. Пісню називають неофіційним гімном Києва.
Вистава триває півтори години.

## Творчий склад
- Олександр Білозуб — режисер-постановник, художник – засл. діяч мистецтв України, лауреат Міжнародної театральної премії імені Йосипа Гірняка
- Олексій Паламаренко — автор літературної основи – заслужений артист України
- Оркестр театру під керівництвом – заслуженого артиста України Володимира Гданського
- Анатолій Навроцький — хормейстр – засл. арт. України
- Олексій Сікорський — Звукорежисер
- Ганна Ваховська — Художник по світлу

## Дійові особи
- Заслужений артист України Анатолій Гнатюк,
- Агнесса Бойко,
- засл. арт. України Галина Семененко,
- Ольга Цимбаліст,
- засл. арт. України Тетяна Олексенко-Жирко,
- Володимир Збаразський,
- Анжеліка Савченко,
- Катерина Гданська,
- Віталій Ковтун,
- засл. арт. України Олексій Паламаренко,
- засл. арт. України Володимир Ніколаєнко,
- нар. арт. України Олексій Петухов

Ведє виставу засл. працівник культури України Ніна Лапшина

## Цікаво
Виставу було включено до культурної програми Євро-2012, аби гості Києва змогли в мистецькій формі більше дізнатися про місто.